# Tony Bazley
Anthony Bazley (10 september 1934 - Toronto, 16 december 2015) was een Amerikaanse jazzdrummer.

## Biografie
Bazley groeide op in New Orleans en had als tiener met vrienden een R&B-groep. Dankzij Earl Palmer trad hij voor het eerst op, in de club Dew Drop Inn. Tijdens zijn diensttijd bij de U.S. Air Force speelde hij in een band van de Special Services, gestationeerd in Sacramento. Na zijn dienst bleef hij in Californië hangen. Hij woonde jaren in Los Angeles, waar hij speelde met Eric Dolphy en meewerkte aan opnamen van o.a. Wes Montgomery (Far West, 1958), Teddy Edwards/Les McCann (It’s About Time, 1959), Roy Ayers (West Coast Vibes, 1963), Dexter Gordon, Herb Geller, Curtis Amy en Leroy Vinnegar. Hij speelde tevens acht jaar lang in het orgel-combo van de saxofonist William Green. In de jazz speelde hij in de jaren 1957-1963 mee op tien opnamesessies.
In 1989 keerde hij naar New Orleans terug en werkte hij in de jaren erop met lokale groepen. o.a. met Ellis Marsalis en Delfeayo Marsalis. In de jaren negentig toerde hij in Europa en Canada. Op het  New Orleans Jazz & Heritage Festival van 2008 had hij zijn laatste optreden, in een band met Nicholas Payton, Roderick Paulin, Chris Severin en Richard Knox.